# Spångtjärnen (Älvdalens socken, Dalarna)
Spångtjärnen är en sjö i Älvdalens kommun i Dalarna och ingår i Dalälvens huvudavrinningsområde. Sjön har en area på 0,0501 kvadratkilometer och ligger 317,1 meter över havet.

## Delavrinningsområde
Spångtjärnen ingår i det delavrinningsområde (677953-140380) som SMHI kallar för Mynnar i Dysån. Medelhöjden är 339 meter över havet och ytan är 15,3 kvadratkilometer. Räknas de 2 avrinningsområdena uppströms in blir den ackumulerade arean 28,5 kvadratkilometer. Vasslen som avvattnar avrinningsområdet har biflödesordning 3, vilket innebär att vattnet flödar genom totalt 3 vattendrag innan det når havet efter 348 kilometer. Avrinningsområdet består mestadels av skog (82 procent). Avrinningsområdet har 0,05 kvadratkilometer vattenytor vilket ger det en sjöprocent på 0,3 procent.